# Niels Van Zandweghe
Niels Van Zandweghe (Brujas, 28 de febrero de 1996) es un deportista belga que compite en remo.
Ganó una medalla de bronce en el Campeonato Mundial de Remo de 2018 y tres medallas de bronce en el Campeonato Europeo de Remo entre los años 2017 y 2020.
Participó en los Juegos Olímpicos de Tokio 2020, ocupando el quinto lugar en la prueba de doble scull ligero.

## Palmarés internacional
| Campeonato Mundial | Campeonato Mundial       | Campeonato Mundial | Campeonato Mundial      |
| Año                | Lugar                    | Medalla            | Prueba                  |
| ------------------ | ------------------------ | ------------------ | ----------------------- |
| 2018               | Plovdiv (Bulgaria)       | Medalla de bronce  | Doble scull ligero      |
| Campeonato Europeo |                          |                    |                         |
| Año                | Lugar                    | Medalla            | Prueba                  |
| 2017               | Račice (República Checa) | Medalla de bronce  | Scull individual ligero |
| 2019               | Lucerna (Suiza)          | Medalla de bronce  | Doble scull ligero      |
| 2020               | Poznań (Polonia)         | Medalla de bronce  | Doble scull ligero      |